# Тосканська марка
Тосканська марка або Тусційська марка (лат. Marchiae Tusciae; суч. італ. Marca di Tuscia [ˈmarka di ˈtuʃʃa]) — марка Італійського королівства та Священної Римської імперії в середні віки. Розташовувалась на північному заході центральної Італії і межувало з Папською областю на півдні, Лігурійським морем на заході та Ломбардією на півночі. Постала на місці лангобардського Тусційського герцогства, складалась з низки  графств, переважно в долині річки Арно. Першою столицею стала Лукка, яка була столицею і  лангобардської Тусції .

## Історія
Марка була створена Каролінгами як спадкоємиця лангобардського Тусційського герцогства. Після падіння Західної Римської імперії, Тусційське герцогство з 568 року було частиною італійського Лангобардського королівства в складі північної Великої Лангобардії (Langobardia Major), доки в 754 році королі франків не втрутилися в конфлікт лангобардів із папою Стефаном II. Після того, як Карл Великий остаточно завоював Лангобардське королівство в 773/74 роках, Ломбардія стала ядром імперського Італійського королівства, яке також включало Тосканську і Веронську марки. За Піпіновим даром південна частина Тусції (Тоскани) навколо Вітербо стала частиною новоствореної Папської області, тоді як північна частина (або Лангобардська Тусція) перетворилася на імперську Тосканську марку. 
Першим тосканським маркграфом був Адальберт I, який отримав цей титул у 846 році. До нього його батько та дід, граф Боніфацій I та Боніфацій II, ймовірно баварського походження, контролювали більшість графств регіону, а також мали вищі титули, такі як префект Корсики або герцог Лукки. Боніфації утримували владу в марці до 931 року. Наприкінці IX та на початку X століття підтримка маркграфів Тоскани була важливою для будь-якого кандидата, який мав намір стати королем Італії.
У 931 році Гуго Арльський, який проголосив себе королем Італії, змістив Боніфаціїв, намагаючись консолідувати всі важливі володіння Італії в руках своїх родичів. Він подарував Тоскану своєму братові Бозо. Марка залишалась в руках членів родини, відомої як Бозоніди, до 1001 року. Він також зберіг свій вплив щодо королівських виборів. Аж у 1027 році Реньє був скинутий імператором Священної Римської імперії Конрадом II за протидію йому як королю.
У 1027 році герцогство було надано графам Каносським. Боніфацій III використовував титул dux et marchio (герцог і маркграф). Він був союзником імператорів Священної Римської імперії, але його влада була настільки великою, що він загрожував владі імператорів Італії. Він приєднав до Тосканської марки Каносські володіння, що переважно розміщувались в Емілії і передав їх своїй доньці Матильді. Матильда використовувала свої володіння в Тоскані та Емілії на користь пап в їх суперечці про інвеституру з імператорами. Зі смертю Матильди в 1115 році, епоха феодальних правителів в Північній Італії минула і їй на зміну прийшло домінування міст-держав, морських республік і комун.

## Маркграфи Тоскани, 812—1197

### Дім Боніфація
Спочатку це були графи Лукки, які поширили свою владу на сусідні графства.
- Боніфацій I, 812—823
- Боніфацій II, 828—834
- Аган, 835—845
- Адальберт I, 847—886
- Адальберт II Багатий, 886—915
- Гі, 915—929
- Ламберт, 929—931

### Дім Бозо
Це були (здебільшого позашлюбні) родичі Гуго Арльського, короля Італії, яких він призначив на свою посаду після усунення династії Боніфацій.
- Бозо, 931—936
- Гумберт, 936—961
- Гуго Великий, 961—1001

### Дім Гукпольда
- Боніфацій (III), 1004—1011

### Нединастичний
- Раньє, 1014—1027

### Дім Каносса
Це були нащадки графів Каносса.
- Боніфацій III, 1027—1052
- Фрідріх, 1052—1055
- Матильда, 1055—1115
  - Беатриса Барська, 1052—1069 (регентша як мати Фрідріха і Матильди)
  - Годфрід III, герцог Нижньої Лотарингії, 1053—1069 (регент як чоловік Беатріче та вітчим Фрідріха та Матильди)
  - Годфрід IV, 1069—1076 (співправитель як чоловік Матильди)
  - Вельф II, 1089—1095 (співправитель як чоловік Матильди)

### Нединастичний
- Робото, 1116—1119
- Конрад, 1119/20–1129/31
- Рампрет, с. 1131
- Енгельберт, 1134/5–1137
- Генріх Гордий, 1137—1139
- Ульріх Аттемський, 1139—1152 (імператорський вікарій)
- Вельф VI, 1152—1160
- Вельф VII, 1160—1167
  - Райнальд фон Дассель, архієпископ Кельна, 1160—1163 (імператорський вікарій)
  - Крістіан I фон Бух, архієпископ Майнца 1163—1173 (імператорський вікарій)
- Вельф VI, 1167—1173
- Філіпп Швабський, 1195—1197

У 1197 році Філіпа було обрано королем Німеччини, і більшість тосканської знаті, міст і єпископів утворили Тосканську лігу за папської підтримки.
- Фрідріх Антіохійський, 1246–50 (імператорський вікарій)

Після цього Тоскана була розділена між конкуруючими республіками Флоренцією, Пізою, Сієною, Ареццо, Пістоя та Лукка. З XIV століття Флоренція отримала панування над Пістоєю (1306, офіційно анексована 1530), Ареццо (1384), Пізою (1406) і Сієною (1559). Лукка була незалежною республікою до наполеонівського періоду в XIX столітті.